# アシュフォード国際駅
アシュフォード国際駅 (英語: Ashford International station) は、イギリスのケント、アシュフォードにあるナショナル・レールの列車およびユーロスターが発着する鉄道駅である。
ユーロスター（国際列車）には3・4番線が使われ、元からある1・2番線と英仏海峡トンネルの開業時に新しく造られた5・6番線が国内路線用に使われる。全ての軌道は第三軌条方式の直流電化750 Vで、また、3～6番線には架線方式の交流電化25 kV50 Hzも併設されている。
CTRLの第2期工事で北側に高速通過線が作られ、2007年に完成した 。

## 運行頻度
オフピーク時間の列車の運行頻度は次の通りである。
- ナショナル・レール（サウスイースタン、ゴヴィア・テムズリンク・レールウェイ（「サザン」ブランド）による運行）
  - チャリング・クロス駅方面　毎時4本（内3本はトンブリッジ経由、残り1本はメイドストーン・イースト経由）
  - キャノン・ストリート駅方面　毎時1本（メイドストーン・イースト経由）
  - ロンドン・ヴィクトリア駅方面　毎時1本）メイドストーン・イースト経由）
  - ドーバー・プライオリー駅方面　毎時2本（内1本はラムズゲート駅直通）
  - カンタベリー・ウェスト駅方面　毎時3本（内1本はマーゲート直通、他はラムズゲート直通）
  - ブライトン方面　毎時1本（マーシュリンク線経由）
- ユーロスター
  - ユーロスターは大陸側へ向かう列車はパリ方面が1日7本、ブリュッセル方面が5本の計12本停車する。反対にロンドン方面へは、パリ・ブリュッセル側からそれぞれ9本ずつ計18本停車する。

## 隣の駅
ナショナル・レール
■サウスイースタン
ミッドストーン・イースト線
チャリング駅 - アシュフォード国際駅
アシュフォード-ラムズゲート線 (カンタベリー・ウェスト経由)
プラックリー駅 - アシュフォード国際駅 - ワイ駅
サウス・イースタン本線
プラックリー駅 - アシュフォード国際駅 - ウェストエンハンガー駅
ハイ・スピード1
ロンドン - ラムズゲート
エブスフリート国際駅 - アシュフォード国際駅 - カンタベリー・ウェスト駅
ロンドン - ドーヴァー
エブスフリート国際駅 - アシュフォード国際駅 - フォークストン・ウェスト駅
■サザン（ゴヴィア・テムズリンク・レールウェイ）
マーシュリンク線
ハム・ストリート駅 - アシュフォード国際駅
■ユーロスター
ハイ・スピード1
エブスフリート国際駅 - アシュフォード国際駅 - カレー・フレタン駅(CTRL経由)